# Carvalhido

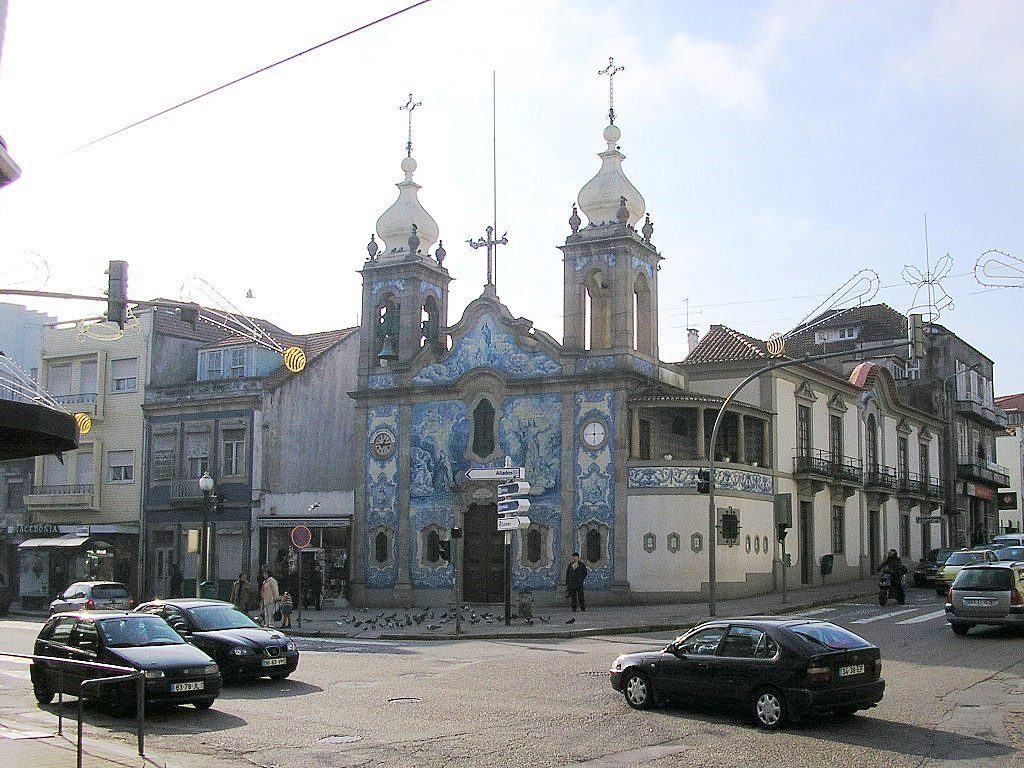
Antiga igreja paroquial, no cruzamento das ruas da Natária, do Carvalhido e da Prelada com a Praça do Exército Libertador.

O Carvalhido é um bairro e uma paróquia na zona de confluência das freguesias de Cedofeita, Paranhos e Ramalde, na cidade do Porto, Portugal.
Abrange hoje uma vasta área citadina, mas que, em tempos não muito recuados, era um arrabalde tipicamente rural, nas margens da antiga estrada para Vila do Conde e para a Galiza, parte do Caminho Português de Santiago.

## História
O Carvalhido deve o seu nome à concentração de soutos de carvalheiras. Não sabemos de que remotos tempos vem este topónimo. Sabemos que era um grande casal (conjunto de propriedades rústicas) foreiro à Misericórdia do Porto, pertencente aos Noronhas, da vizinha Quinta da Prelada, e como tal o encontramos denominado numa carta de demarcação com o vizinho Casal das Vendas, em 1638.
Em 18 de junho de 1692 a Misericórdia fez prazo do Carvalhido a D. Garcia Martins de Mesquita e Noronha, como sucessor de seu pai D. Bartolomeu Martins de Mesquita e Noronha e D. Manuel Martins de Mesquita e Noronha.
Data de 1738 a construção do Cruzeiro do Senhor do Padrão que saúda os viajantes que seguiam pelo caminho para Norte, nomeadamente para Santiago de Compostela. Por seu lado, a capela do Carvalhido é pela primeira vez mencionada em registo paroquial de Santo Ildefonso de 1760. Começou por ter como padroeira Nossa Senhora da Anunciação e o Espírito Santo.
O lugar do Carvalhido surge na "Planta das Linhas do Porto", do coronel Arbués Moreira, de 1833, a propósito das posições de liberais e absolutistas durante o Cerco do Porto. E foi precisamente em honra dos hostes de D. Pedro que a Câmara Municipal do Porto, em sessão de 28 de Outubro de 1835, decretou que a Praça do Carvalhido se passasse a denominar Praça do Exército Libertador.
No inventário que se fez em 1904, por morte de D. Francisco de Noronha e Meneses, da Prelada, foi descrito o Casal do Carvalhido, com sua morada de casas sobradas, palheiro, aido e a Rua da Prelada dos Castelos e rua particular, do nascente com a Rua Nova de Paranhos, sendo avaliado em nove contos de réis (9 milhões de réis). Esta Rua Nova de Paranhos é a atual Rua do Carvalhido.
A Paróquia do Coração de Jesus do Carvalhido foi criada por provisão do bispo do Porto, António Augusto de Castro Meireles, de 24 de dezembro de 1940. Serviu de primeira igreja paroquial do Carvalhido a capela que está na Praça do Exército Libertador e que pertencia, desde 1886, à Confraria de Nossa Senhora da Conceição. Só em 1969 se pôde celebrar a primeira missa na nova igreja, projeto do arquiteto Luís Cunha. Esta nova igreja é consagrada ao Sagrado Coração de Jesus, Maria e José.
Desde há longa data, no terceiro fim de semana de julho, realizam-se no Carvalhido os tradicionais festejos em honra do senhor do Padrão e dos Aflitos.
Inserida nesta zona geográfica e no, outrora, ponto mais alto da cidade do Porto (na antiga Rua do Nogueira, hoje Rua do Padre José Pacheco do Monte) existe a Comunidade do Monte Pedral com a sua capela, escola, residência e creche, mandadas construir pelo, então, Bispo da Diocese do Porto Dom António Barbosa Leão. Também na zona geográfica do Monte Pedral, a Associação das Escolas Jesus, Maria, José fundada, provavelmente, em 1876 adapta a sua ação de ensino escolar primário e, em 2014 após obras de remodelação, instala o Centro Comunitário do Monte Pedral que presta apoio social a crianças, jovens, adultos e idosos. Esta Instituição promove, anualmente o galardão "Ajudar faz bem" que homenageia alguém que se tenha destacado no apoio à família.

## Personalidades ilustres
- Visconde de Carvalhido e Conde de Carvalhido

## Galeria de Fotos

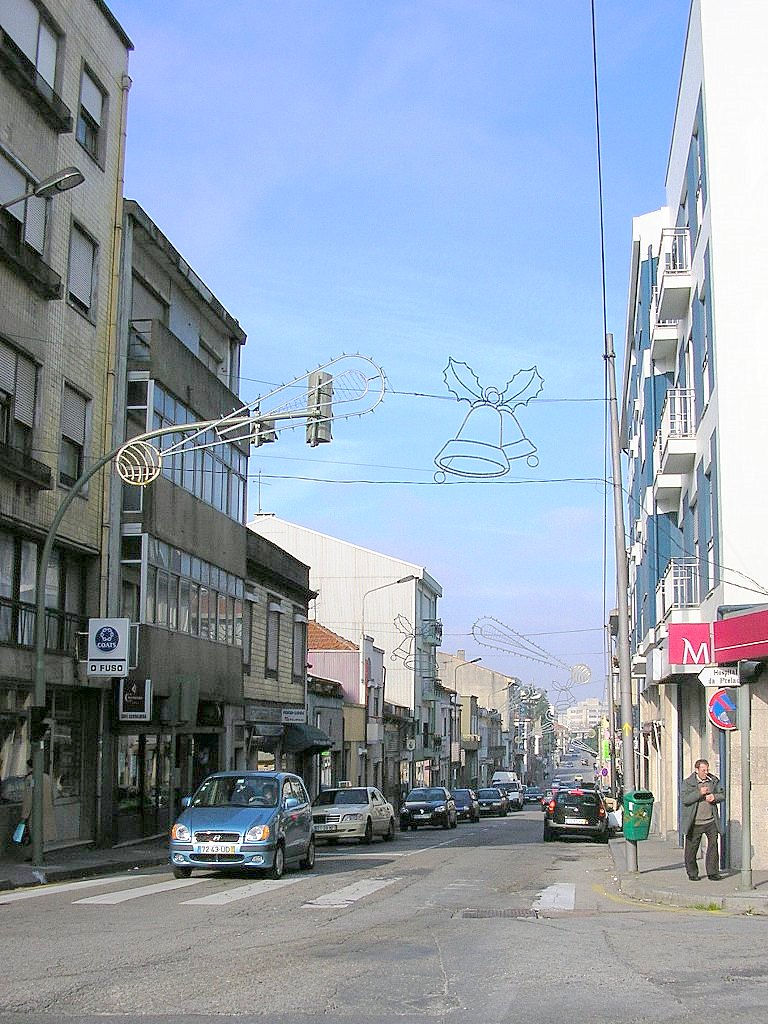
Rua do Carvalhido, em direcção a norte
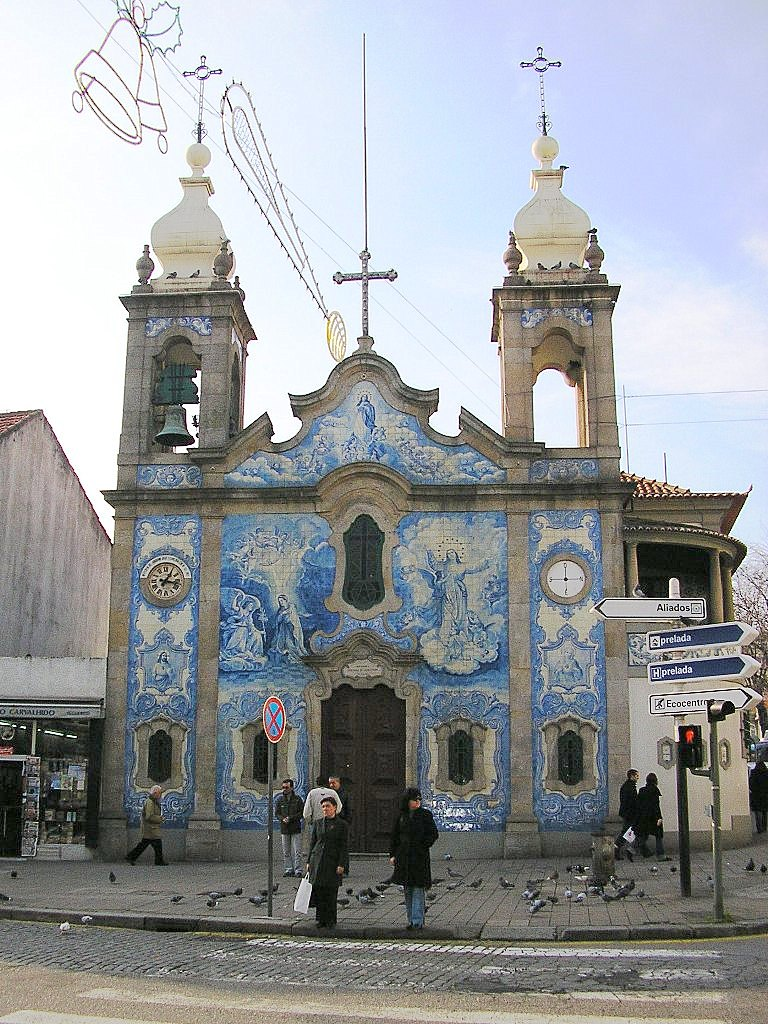
Antiga igreja paroquial
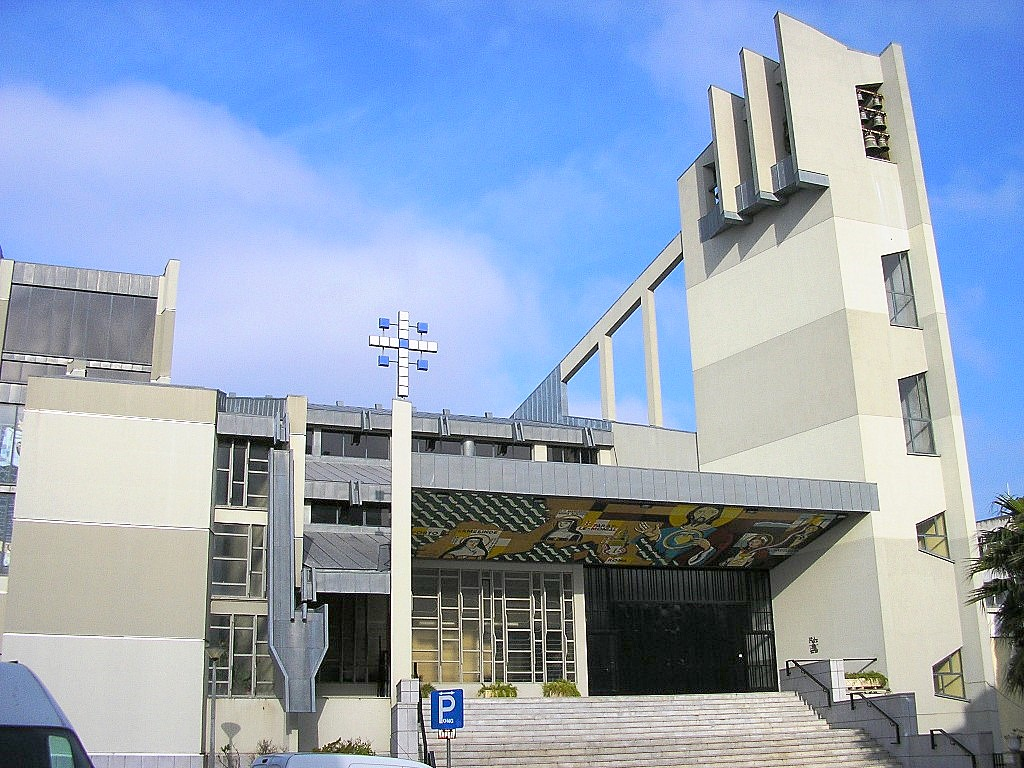
Nova igreja paroquial
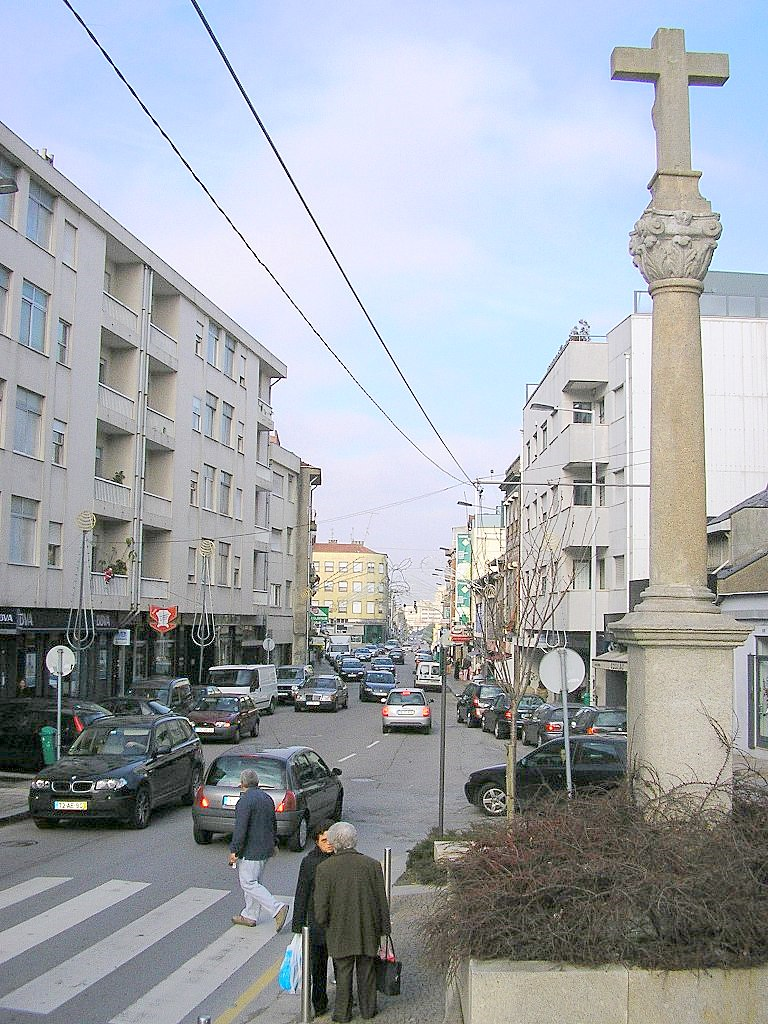
Cruzeiro do Senhor do Padrão, vista para norte
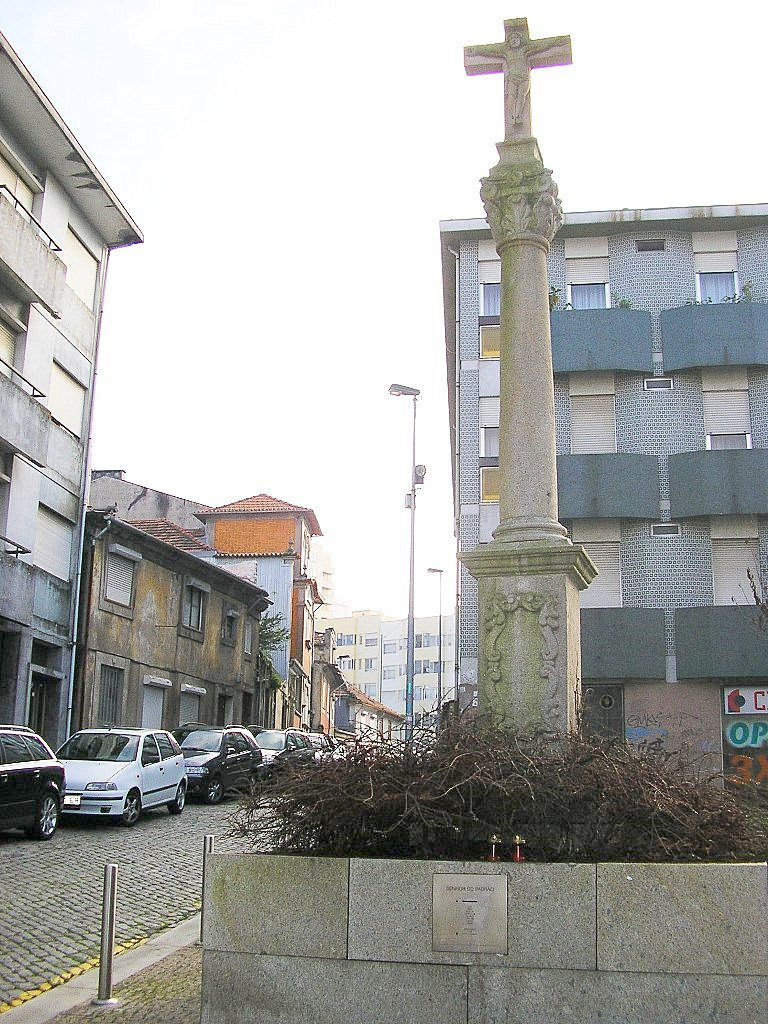
Cruzeiro do Senhor do Padrão, vista para sul